# Marumba diehli
Marumba diehli är en fjärilsart som beskrevs av Ulrich Roesler och Peter Victor Küppers 1975. Marumba diehli ingår i släktet Marumba och familjen svärmare. Inga underarter finns listade i Catalogue of Life.